# Миелофон

Кристалл миелофона в чёрном футляре. Кадр из фильма «Гостья из будущего»

Миелофо́н (от греч. μυελός «мозг» + φωνή «звук, голос, шум») — вымышленный прибор, устройство для чтения мыслей в произведениях Кира Булычёва и их экранизациях. Впервые упоминается в повести «Ржавый фельдмаршал» (1968).
После выхода детского фильма «Гостья из будущего» (1985), в котором сюжет связан с похищением этого аппарата космическими пиратами у Алисы Селезнёвой, устройство получило широкую известность, а одной из популярных фраз фильма была «Алиса, миелофон у меня!».

## Описание
Не найдя ясного описания прибора в книгах Булычёва, авторы фильма «Гостья из будущего» рассматривали разные варианты его внешнего вида, и режиссёр Павел Арсенов остановился на идее «кристаллического миелофона». В фильме миелофон внешне выглядит как небольшой чёрный прямоугольный футляр из-под фотоаппарата с узким ремешком, внутри которого находится прозрачный кристалл, состоящий из нескольких сегментов, выполняющий функцию «усилителя» мыслей. Кристалл один — крупный бесцветный гиперселенит, который в природе встречается очень редко и был, по Булычёву, обнаружен только на астероиде Власта.
Структурно устройство представляет собой электронный усилитель с приёмником. В момент приёма-передачи мыслей кристалл переливается всеми цветами радуги и издаёт переливчатый мелодичный звук.
Согласно фильму, разработан в лаборатории профессора Селезнёва для использования в научных и медицинских целях. В «Сто лет тому вперёд» не сказано, где он разработан, но упоминается, что за исключением кристалла, с точки зрения техники, интереса не представляет.
Принцип работы миелофона в фильме обоснован несколько иначе, нежели в книге, где он снабжён наушником для прослушивания мыслей. Кристаллы могут улавливать биологические токи мозга живого существа (в том числе животных и мыслящих растений) и передавать его мысли работающему с прибором оператору. Дальность действия — до десяти метров. Условием работы миелофона является наличие мыслей в мозге обследуемого.
С помощью прибора можно слушать и собственные мысли, которые звучат совсем не так, как «изнутри». Также можно читать мысли роботов. Миелофон в 2070-х годах применяется и в медицине, когда надо поставить точный диагноз, ведь люди часто не могут объяснить словами, что и как у них болит, а звери вообще не могут разговаривать. Также применяется при лечении «психических», по выражению Алисы, больных.
Миелофонов во Вселенной лишь двадцать, поскольку на астероиде было найдено всего 26 кристаллов. Один миелофон для чтения мыслей инопланетных животных был выделен космозоологам московского зоопарка будущего — КосмоЗоо.

## Появления
- Повесть «Ржавый фельдмаршал»
- Повесть «Сто лет тому вперёд»
- Фильм «Гостья из будущего»
- Фильм «Остров Ржавого генерала»